# Репхам

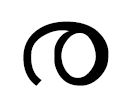

Малаяли акшарамал

Репхам (малаял. രേഫം) — ра, 40-я буква алфавита малаялам. Акшара-санкхья — 2 (два). В лигатурах с удвоенными согласными передаётся надстрочной точкой, в конце слова пишется — ർ.

## В грамматике
- -р — суффикс множественного числа существительных, оканчивающихся на -н. Путран (сын) — путрар (сыновья).

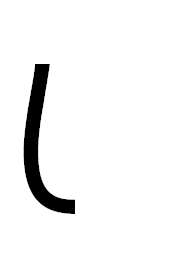
Крарапади (малаяли)
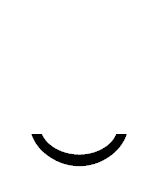
Крарапади (телугу)
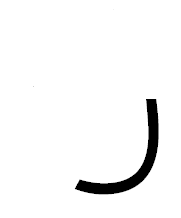
Раотту (каннада)
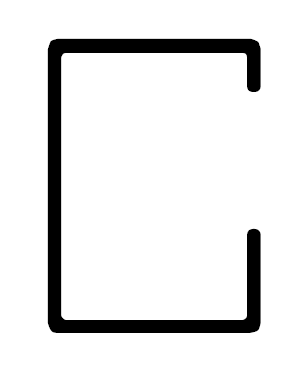
Яйи (бирманский)